# Grammelknödel

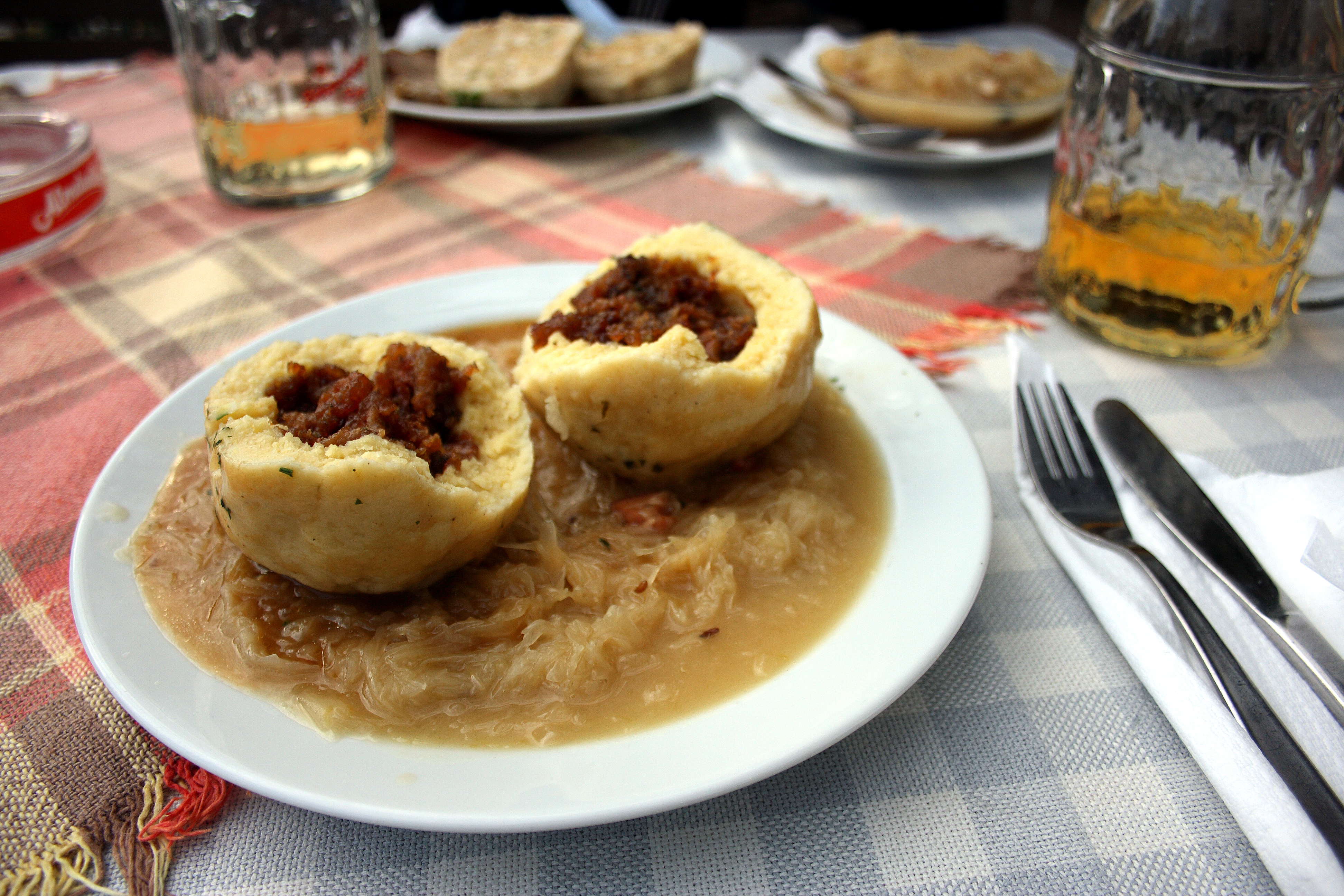
Grammelknödel

Grammelknödel sind eine Knödelvariation der österreichischen Küche, deren Grundzutat meist ein Erdäpfelknödelteig ist, der mit gehackten Grammeln gefüllt wird. Sie werden als Hauptspeise serviert. In Oberösterreich werden die Grammelknödel mitunter auch mit einer Mischung aus Eiern und Sauerrahm in einer Auflaufform im Backrohr gebacken. Die Salzburger bereiten sie als Mehlknödel oder auch aus Brandteig zu. Sie werden in Salzwasser gekocht und mit Sauerkraut serviert.